# Barleria eranthemoides
Barleria eranthemoides är en akantusväxtart som beskrevs av Robert Brown och C. B. Cl.. Barleria eranthemoides ingår i släktet Barleria och familjen akantusväxter. Utöver nominatformen finns också underarten B. e. agnewii.